# Cressy-Omencourt
Cressy-Omencourt (picardisch: Quèrsin-Omincourt) ist eine nordfranzösische Gemeinde mit 126 Einwohnern (Stand 1. Januar 2022) im Département Somme in der Region Hauts-de-France. Die Gemeinde liegt im Arrondissement Montdidier und gehört zum Kanton Roye.

## Geographie
Cressy liegt rund vier Kilometer südlich von Nesle an der Départementsstraße D15. Der Ortsteil Omencourt ist rund zweieinhalb Kilometer weiter südöstlich an der Straße nach Solente im Nachbardépartement Oise gelegen.

## Einwohner
| 1962 | 1968 | 1975 | 1982 | 1990 | 1999 | 2006 | 2010 |
| ---- | ---- | ---- | ---- | ---- | ---- | ---- | ---- |
| 129  | 101  | 89   | 89   | 116  | 106  | 101  | 113  |

## Verwaltung
Bürgermeister (maire) ist seit 2001 Pierre Depourcq.